# 16249 Коші
16249 Коші (16249 Cauchy) — астероїд головного поясу, відкритий 29 квітня 2000 року.
Тіссеранів параметр щодо Юпітера — 3,307.